# Força Aérea Real Marroquina
A Força Aérea Real Marroquina (em árabe: القوات الجوية الملكية; berber: Adwas ujenna ageldan; francês: Forces royales air) é o ramo aéreo das Forças Armadas do Marrocos.